# Jerzy Walachowicz
Jerzy Zdzisław Walachowicz (ur. 23 sierpnia 1932 w Poznaniu, zm. 11 marca 2014) – polski prawnik, profesor nauk prawnych, specjalista w zakresie historii państwa i prawa, profesor zwyczajny Wydziału Prawa i Administracji Uniwersytetu im. Adama Mickiewicza w Poznaniu (UAM).

## Życiorys
W 1955 ukończył studia na Wydziale Prawa UAM. W 1984 uzyskał tytuł naukowy profesora. Jako wykładowca Uniwersytetu im. Adama Mickiewicza w Poznaniu, piastował między innymi w latach 1981-1984 funkcję prodziekana Wydziału Prawa i Administracji na tejże uczelni, a w latach 1985-1987 i powtórnie w latach 1990-2002 kierownika Katedry Historii Ustroju Państwa UAM. Był między innymi członkiem zarządu Poznańskiego Towarzystwa Przyjaciół Nauk, a także Towarzystwa Naukowego Instytutu Zachodniego i w latach 1993-1996 Komitetu Nauk Prawnych PAN.
Zmarł 11 marca 2014. Pogrzeb odbył się 14 marca na cmentarzu parafialnym na Smochowicach w Poznaniu.

## Wybrane odznaczenia
- Krzyż Kawalerski Orderu Odrodzenia Polski
- Złoty Krzyż Zasługi
- Medal Komisji Edukacji Narodowej
- Odznaka Gryfa Pomorskiego

## Wybrane publikacje
- Geneza i ustrój polityczny Nowej Marchii do początków XIV wieku (Państwowe Wydawnictwo Naukowe, Poznań, 1980; ISBN 83-01-01941-7)
- Landwójtostwo na Pomorzu Zachodnim. Kształtowanie się zarządu terytorialnego w dobie pokasztelańskiej (Uniwersytet im. Adama Mickiewicza, Poznań, 1969)
- Michał Sczaniecki. Historyk państwa i prawa (Wydawnictwo Poznańskie, Poznań, 2008; ISBN 978-83-7177-530-7)
- Monopole książęce w skarbowości wczesnofeudalnej Pomorza Zachodniego (Państwowe Wydawnictwo Naukowe, Poznań, 1963)